# Блеомицин
Блеомицин — цитостатический препарат, гликопептидный антибиотик, синтезируемый бактериями Streptomyces verticillus. Название «блеомицин» относится к группе структурно родственных соединений; в качестве противораковых средств используются блеомицины A2 и B2. Используется в терапии лимфомы Ходжкина, рака яичек и других заболеваний.

## Фармакологическое действие
Механизм действия связан со способностью вызывать фрагментацию молекул ДНК. Обладает слабо выраженной миелодепрессивной и иммунодепрессивной активностью.

## Фармакокинетика
Связывание с белками 1 %. Подвергается метаболизму, пути которого точно не установлены.
T1/2 при КК более 35 мл/мин составляет 115 мин. Выводится почками, 60-70 % преимущественно в неизмененном виде.

## Показания
Рак кожи, пищевода, легкого, шейки матки, щитовидной железы, почки; злокачественные опухоли головы и шеи; саркомы мягких тканей, остеогенная саркома; лимфогранулематоз, неходжкинские лимфомы, герминогенные опухоли яичка и яичников.
Лечение и профилактика экссудативного плеврита и лечение экссудативного перитонита при злокачественных опухолях (внутриполостное введение).

## Режим дозирования
Устанавливают индивидуально, в зависимости от показаний и стадии заболевания, состояния системы кроветворения, схемы противоопухолевой терапии.

## Побочное действие
Со стороны дыхательной системы: интерстициальная пневмония, фиброз легочной ткани.
Со стороны пищеварительной системы: тошнота, рвота, анорексия, ангулярный стоматит, нарушения функции печени.
Со стороны мочевыделительной системы: нарушения функции почек, частое и болезненное мочеиспускание.
Со стороны ЦНС: головная боль, головокружение. 
Со стороны репродуктивной системы: азооспермия, аменорея.
Аллергические реакции: эритема, крапивница, анафилактоидные реакции.
Дерматологические реакции: очаговые гиперкератозы, гиперпигментация, дерматиты, деформация ногтей, алопеция.
Прочие: повышение температуры, лейкопения; редко — токсическое действие на сосуды (в том числе церебральный артериит, инсульт, инфаркт миокарда). Ототоксичен (может ухудшать слух).

## Противопоказания
Выраженные нарушения функции дыхания, фиброз легочной ткани, выраженные нарушения функции почек (КК меньше 25-35 мл/мин) и/или печени, заболевания сердечно-сосудистой системы тяжелого течения, беременность, повышенная чувствительность к блеомицину.

## Беременность и лактация
Блеомицин противопоказан при беременности. В случае необходимости применения в период лактации грудное вскармливание следует прекратить.
Женщины детородного возраста, получающие терапию блеомицином, должны применять надежные методы контрацепции.
В экспериментальных исследованиях установлено тератогенное и эмбриотоксическое действие блеомицина.

## Особые указания
С осторожностью применяют у пациентов с заболеваниями легких (в том числе в анамнезе), с нарушениями функции почек, с ИБС, пороками сердца, у лиц пожилого возраста, а также у пациентов, получавших или получающих лучевую терапию.
С осторожностью применяют у больных с ветряной оспой (в том числе недавно перенесенной или после контакта с заболевшими), с опоясывающим герпесом и острыми инфекционными заболеваниями.
В процессе лечения необходимы систематический контроль функции органов дыхания, рентгенологическое исследование грудной клетки, контроль функции почек, печени. При появлении кашля или диспноэ лечение следует прекратить и назначить ГКС и антибиотики.
Безопасность применения в педиатрической практике не установлена.
В экспериментальных исследованиях установлено канцерогенное и мутагенное действие блеомицина. В связи с этим при применении блеомицина для лечения других заболеваний (грибовидный микоз, простые бородавки) необходима чрезвычайная осторожность.
Блеомицин в форме порошка для инъекций включен в Перечень ЖНВЛП.

## Лекарственное взаимодействие
Блеомицин повышает риск пневмотоксического действия у пациентов, получающих кислород (например, как часть общей анестезии).
При одновременном применении с препаратами, оказывающими миелотоксическое и пневмотоксическое действие возможно повышение риска развития побочных эффектов.
Возможно замедление клиренса блеомицина и усиление его токсического действия даже при применении в
низких дозах вследствие нефротоксического действия цисплатина.